# Joysticky pro počítače ZX Spectrum
K počítačům Sinclair ZX Spectrum se připojovaly pouze digitální joysticky. Protože Clive Sinclair nezamýšlel počítač Sinclair ZX Spectrum jako herní počítač, nevybavil ho interfacem pro připojení joysticku. Díky tomu vzniklo mnoho způsobů připojení joysticku k tomuto počítači. Vlastní Sinclairův interface pro připojení joysticku vznikl až později.

## Joysticky Sinclair
Sinclair k počítačům ZX Spectrum nevyráběl vlastní joysticky a zpočátku k počítači ani neexistoval interface pro jejich připojení. Výrobu interfaců pro připojení joysticku a i vlastních joysticků tak zpočátku zajišťovali jiné firmy, jako Kempston Micro Electronics Ltd. Teprve později vznikl Sinclairův interface pro připojení dvou joysticků ZX Interface II, ale ani s uvedením tohoto interfacu Sinclar neuvedl na trh joysticky pod svojí značkou.
Po prodeji počítačové divize Sinclair Amstradu vznikly nové modely ZX Spectra, které měly zabudovaný interface pro připojení dvou joysticků. K těmto počítačům vyráběl Amstrad značkové joysticky SJS-1 a SJS-2. Přestože jako konektor pro připojení joysticků byl použit standardní 9pinový D-Sub, rozmístění signálů na tomto konektoru jiné než u standardu Atari, takže pro připojení jiných joysticků než SJS-1 nebo SJS-2 byla potřebná redukce. Některé později vyráběné joysticky měly konektory dva, jeden pro připojení k počítačům ZX Spectrum, druhý pro připojení k ostatním počítačům. Pod značkou Sinclair vyráběl Amstrad ještě joystick SPJ-1, ovšem tento nebyl určen pro počítače řady ZX Spectrum, ale pro počítač Sinclair PC 200.

## Joysticky podle připojení k počítači
Protože Sinclair nezamýšlel počítače ZX Spectrum jako herní počítače, nevybavil je interfacem pro připojení joysticku. Proto vzniklo několik způsobů připojení joysticků k počítači. Sinclairův interface ZX Interface II vznikl až později.
| označení                    | port  | port | význam | význam | význam | význam | význam | význam | význam | význam |
| označení                    | port  | port | 7      | 6      | 5      | 4      | 3      | 2      | 1      | 0      |
| Sinclair 1 (Sinclair left)  | 63486 | F7FE |        |        |        | F (5)  | ↑ (4)  | ↓ (3)  | → (2)  | ← (1)  |
| Sinclair 2 (Sinclair right) | 61438 | EFFE |        |        |        | ← (6)  | → (7)  | ↓ (8)  | ↑ (9)  | F (0)  |
| Kempston                    | 31    | 1F   |        |        |        | F      | ↑      | ↓      | ←      | →      |
| Fuller                      | 127   | 7F   | F      |        |        |        | →      | ←      | ↓      | ↑      |
| Timex Sinclair 2068 (1)     | 502   | 1F6  | F      |        |        |        | →      | ←      | ↓      | ↑      |
| Timex Sinclair 2068 (2)     | 758   | 2F6  | F      |        |        |        | →      | ←      | ↓      | ↑      |
| ZXM Sound Box               | 191   | BF   |        | F      | ↑      | ↓      | →      | ←      | y      | x      |
| Cursor/Protek/AGF           | 61438 | EFFE |        |        |        | ↓ (6)  | ↑ (7)  | → (8)  |        | F (0)  |
| Cursor/Protek/AGF           | 63486 | F7FE |        |        |        | ← (5)  |        |        |        |        |
| Cursor 2/AGF                | 57342 | DFFE |        |        |        | ↓ (Y)  | ↑ (U)  | → (I)  |        | F (P)  |
| Cursor 2/AGF                | 64510 | FBFE |        |        |        | ← (T)  |        |        |        |        |

### Kempston joystick
Kempston joystick se připojuje k počítači prostřednictvím portu 31 procesoru Z80. Původní Kempston Joystick Interface vyráběla společnost Kempston Micro Electronics, podle které je způsob takto připojeného joysticku označován, neboť později vyráběly interfacy pro připojení Kemposton joysticku i jiní výrobci a tento interface byl součástí i některých jiných zařízení, např. disketových řadičů Disciple nebo ZX Diskface Quick či u víceúčelového interfacu Konix Liberator, který má dva konektory pro joysticky, u kterých umožňuje přepínat typ joysticku a Kempston joystick je jednou z možností.
Kempston joystick je připojen na bity 0 - 4 portu 31 a při testování stavu joysticku by mělo být testováto pouze těchto pět bitů, neboť stav ostatních bitů není definován a tyto bity mohou nabývat jak logické nuly tak logické jedničky. Někteří výrobci periférií pro ZX Spectrum na tyto nevyužité bity připojovali signály jiných zařízení obsažených v periférii.
Jako interface pro připojení Kempston joysticku lze využít obvod 8255 v interfacu Interface M/P nebo UR-4, v počítači Didaktik Gama či v disketových jednotkách Didaktik 40 a Didaktik 80. K počítači Didaktik Gama existuje redukce, která umožňuje připojení dvou joysticků, jeden z nich je Kempston joystick a druhý je nestandardní, jehož stav je možné číst na portu 63.
S Kempston joystickem je kompatibilní zařízení Trickstick, které umožňuje k počítači připojit až 8 ovladačů, ovšem toto zařízení se stalo jedním z kandinátů na nejméně užitečnou periférii k ZX Spectru.

### Sinclair joysticky
Na Sinclair joysticky lze nahlížet jako na prodloužené klávesy počítače. Sinclair joysticky existují dva Sinclair 1 neboli Sinclair left připojovaný paralelně ke klávesám 1, 2, 3, 4 a 5 a Sinclair 2 neboli Sinclair right připojovaný paralelně ke klávesám 6, 7, 8, 9 a 0 a stav joysticků je tak možné číst na portech 63486 a 61438. Na odpovídající si bity obou portů jsou ale přivedeny signály pro různé směry joysticku, aktivita signálu joysticku je signalizována logickou nulou na příslušném bitu.
Sinclair joysticky se připojují prostřednictvím ZX Interface II, ZX Spectra vyráběná Amstradem mají tento interface vestavěný. Československé počítače Didaktik M a Didaktik kompakt mají vestavěný interface pouze pro joystick Sinclair 2.

### Cursor joystick
Cursor joystick je podobně jako Sinclair joysticky připojen paralelně ke klávesnici, ovšem u tohoto joysticku se jedná o klávesy 5, 6, 7, 8 a 0. Klávesy 5, 6, 7 a 8 jsou klávesy, které se při stisku společně s klávesou Caps Shift používají k pohybu kurzorů při editaci BASICového programu. Některé klony ZX Spectra, mj. i československé počítače Didaktik M a Didaktik Kompakt mají speciální část klávesnice obsahující oddělené kurzorové šipky, což lze považovat za variantu Cursor joysticku.
Cursor joystick je také označován jako Protek a AGF podle výrobců interfaců pro připojení joysticku tímto způsobem. Některé interfacy mají ještě port pro druhý joystick, který je připojený paralelně ke klávesám T, Y, U, I a P.

### Fuller joystick
Fuller joystick je joystick připojený prostřednictvím interface Fuller Box a jeho stav lze číst na portu 127.

### Joysticky u počítačů Timex Sinclair 2068
Počítače Timex Sinclair 2068 obsahují dva porty pro joysticky, ovšem tyto nejsou kompatibilní ani s jedním způsobem připojování joysticku k ZX Spectru. U počítačů Timex Sinclair 2068 je k připojení joysticků využita brána obvodu AY-3-8912.

### Joystick připojený přes ZXM Soundbox
Stejně jako u počítačů Timex Sinclair 2068, je i u interface ZXM Soundbox využita k připojení joysticku brána obvodu AY-3-8912, tento interface ale používá pro adresování hudebního obvodu jiné porty než počítače Timex Sinclair 2068.

### Programovatelné joysticky
Protože mnoho her může být ovládáno pouze z klávesnice, vznikaly také programovatelné joysticky. Tyto joysticky byly svojí logikou připojeny paralelně ke klávesnici a bylo u nich možné naprogramovat (buď pomocí drátových propojek nebo programově) "stisk" kterých kláves má joystick při pohybu nebo stisku tlačítka vyvolat. Nevýhodou některých interfaců, mj. Cambridge Inteligent Interface, ovšem je nutnost nahrání konfiguračního programu vždy po zapnutí počítače nebo kdykoliv je potřeba změnit konfiguraci, což je zdlouhavé. Jiný produkt téhož výrobce, Cambridge Intelligent Joystick, má proti ostatním joystickům pro ZX Spectrum dvě nezávislá tlačítka a může tak vyvolat dvě různé akce.
Programovatelný interface pro připojení joysticku Investronica INAXEL Sound & Joystick má vlastní ROM, takže možnost programování joysticku je dostupná po resetu počítače bez nutnosti nahrávat konfigurační program.

### Mechanicky připojované joysticky
Kromě joysticků připojovaných počítači elektricky pomocí interfacu připojeného na systémový konektor, vznikly i joysticky, které se nasadily na počítač a pohyb páky joysticku převáděly mechanicky na stisk klávesy. Mezi tyto joysticky patří např. Spectrum Mechanical Joystick a Spectrum-Stick. Druhý jmenovaný kromě vlastního joysticku obsahuje i tlačítka, která překrývá.